# Трусова, Ирина Борисовна
Ирина Борисовна Тру́сова (род. 24 ноября 1959) — российская актриса, музыковед и вокальный педагог, профессор. Заслуженная артистка России (1995). Ведущий театральный деятель Омского региона. Лауреат международных и всероссийских конкурсов.
Прима оперной труппы и ведущая солистка Омского государственного музыкального театра.
Профессор кафедры театрального искусства и актерского мастерства факультета культуры и искусств Омского государственного университета имени Ф. М. Достоевского.
Ирина Трусова является «Музыкальным символом Прииртышья». Обладательница редкостного по красоте лирико-колоратурного сопрано.

## Биография
Родилась 24 ноября 1959 года в городе Северске Томской области.
В 1967—1977 гг. обучалась в средней школе № 77 города Северска. Во время учебы в школе активно занималась творческой деятельностью, обучаясь в музыкальной школе.
С раннего детства мечтала о карьере архитектора и не планировала профессионально заниматься музыкальным творчеством. Но в 1977 году, внезапно оставив подготовительные курсы при архитектурном факультете Томского инженерно-строительного института, изменила свою судьбу, поступив в Озерское музыкальное училище, которое окончила в 1981 году по специальности «теоретик-музыковед».
В 1986 году окончила Уральскую государственную консерваторию имени М. П. Мусоргского по специальности «вокальное искусство (академическое пение)». В этом же году была принята в труппу Омского музыкального театра.
С 1989 года — преподает в Омском музыкальном училище имени Народного артиста России В. Я. Шебалина.
В 1994—2011 гг. — преподавала сольное пение и постановку голоса на факультете культуры и искусства Омского государственного университета имени Ф. М. Достоевского.
В 2007 году Министерством образования и науки Российской Федерации ей было присвоено ученое звание доцента.
В 2008—2013 гг. — заведующая специальностью «Вокальное искусство» Омского музыкального училища имени В. Я. Шебалина.
С 2010 года преподает в Детской школе искусств города Омска № 17, на базе которой действует открытый в 2012 году Центр вокального искусства Ирины Трусовой.
С 2011 года — профессор кафедры театрального искусства и актерского мастерства факультета культуры и искусств Омского государственного университета имени Ф. М. Достоевского.
Омский музыкальный театр — единственный в жизни Ирины Трусовой. На этой сцене она спела более 60 партий, сыграла более тысячи спектаклей. Ирине Трусовой подвластны и блестящая техника итальянской школы бельканто, и драматическое наполнение партии, и жизнерадостный юмор оперетт.
Её голос звучит под сводами Концертного и Органного залов Омской филармонии, её пение украшает самые важные церемонии и торжества. Выступление Ирины Трусовой преподносится как музыкальный подарок почетным гостям Омского региона и лауреатам губернаторских премий, который всегда принимается с благодарностью.
Голос Ирины Трусовой можно назвать звуковой визитной карточкой Омской области, где рядом с народными традициями живёт и развивается классика академического вокала.

## Признание и награды
- Лауреат Международного конкурса оперных певцов имени Рубашкина (Омск, 1993).
- Лауреат Всероссийского конкурса имени Юрия Гуляева (Тюмень, 1993).
- Заслуженная артистка Российской Федерации (1995)[1]. Ирина Трусова является самой молодой обладательницей почетного звания «Заслуженная артистка России» в Омске (в возрасте 36 лет) после народной артистки России Татьяны Ожиговой (31 год).
- Лауреат Всероссийского конкурса артистов оперетты и мюзикла (Краснодар, 1996).
- Лауреат Международного конкурса «Современное искусство и образование» (Москва, 2007).
- Медаль ордена «За заслуги перед Отечеством» II степени (2010) — (за успехи в развитии отечественной культуры и искусства, многолетнюю плодотворную деятельность)[2].
- Лауреат премии Областного фестиваля-конкурса «Лучшая театральная работа» (Омск, 2011) за блестящее исполнение партии Розины в опере Дж. Россини «Севильский цирюльник».
- За высокие достижения в музыкально-театральном искусстве и в педагогической деятельности занесена в Книгу Почёта деятелей культуры города Омска (2012).

Является лауреатом ряда международных и всероссийских конкурсов артистов-вокалистов.
Также удостоена многочисленных правительственных и ведомственных грамот и благодарностей.

## Роли и партии
Более 40 партий и ролей спето и сыграно на сцене Омского государственного музыкального театра (в том числе Виолетта — Дж. Верди «Травиата», Розина — Дж. Россини «Севильский цирюльник», Джильда — Дж. Верди «Риголетто», Лейла — Ж.Бизе «Искатели жемчуга», Мюзетта и Мими — Дж. Пуччини «Богема», Марица — И. Кальман «Марица», Розалинда — И. Штраус «Летучая мышь», и др.).
Ирина Трусова исполняла десятки сольных концертов на сцене родного театра, сценах Дома актёра, Концертного зала музея имени М. А. Врубеля, Концертного зала и Органного зала филармонии. Участвует в концертах Омского симфонического, камерного и духового оркестров Омской филармонии.
Работала с дирижёрами : Комаровским Г.; Розеным Э.; Самойловым Е.; Бураковым О.; Бражником Е.; Шестаковым Е.; Николаевским Ю. и др.

## Гастроли
Ирина Трусова исполняла свои партии и давала сольные концерты в городах Израиля, Китая, Швейцарии, Узбекистана, Украины, Казахстана, российских городах: Москве, Ярославле, Самаре, Саратове, Новосибирске, Томске, Барнауле, Кемерово и др.
В апреле 1995 г. была приглашена в Государственный академический Большой театр России (г. Москва) спеть партию Розины в спектакле «Севильский цирюльник» Дж. Россини.